# Uromunna schauinslandi
Uromunna schauinslandi là một loài chân đều trong họ Munnidae. Loài này được G. O. Sars miêu tả khoa học năm 1905.